# エステルハージ・ペーテル
エステルハージ・ペーテル（ハンガリー語: Esterházy Péter, 1950年4月14日 - 2016年7月14日）は、ハンガリーの小説家。ドイツ語では、ペーター・エスターハージーと呼ばれる。ハンガリー貴族エステルハージ家の末裔にあたり、祖父はオーストリア＝ハンガリー帝国最末期にハンガリーの首相を務めたエステルハージ・モーリツである。

## 生涯
貴族の末裔の家系であるため、第二次世界大戦後、共産主義政権によって一時家財を没収され、地方への強制移住を余儀なくされた。20代で小説を書き始め、1976年にデビューし、その斬新な作風や言語感覚によってハンガリー文学の新世代を代表する作家となった。独特な言葉の扱い方や、引用やパロディを頻繁に用いるその手法などから、しばしば「ポストモダン的」と評される。代表作には『ファンチコーとピンタ』や『純文学入門』、『フラバルの本』などがある。
2016年7月14日、ブダペストにおいて死去。享年66。膵癌を患っていたという。

## 日本語に翻訳された作品
- 『黄金のブダペスト』（未知谷、2000年、ハンガリー文芸クラブ訳）
- 『ハーン=ハーン伯爵夫人のまなざし』（松籟社、東欧の想像力、2008年、早稲田みか訳）
- 『女がいる』（白水社、エクス・リブリス、2014年、加藤由実子訳）

## 著作
- Fancsikó és Pinta (1976)　（『ファンチコーとピンタ』）
- Pápai vizeken ne kalózkodj (1977)　（『ポープの海で海賊はするな』）
- Termelési-regény. Kisssregény (1979)　（『創作の小説』）
- Függő (1981)　（『従属文』）
- Ki szavatol a lady biztonságáért? (1982)　（『誰がレディの無事を保証するのか？』）
- Fuharosok (1983)　（『荷馬車の御者』）
- Daisy (1984)　（『デイジ－』）
- Kis Magyar Pornográfia (1984)　（『ハンガリー・リトルポルノグラフィ』）
- A szív segédigéi (1985)　（『心の助動詞』）
- Bevezetés a szépirodalomba (1986)　（『純文学入門』）
- Tizenhét hattyúk (1987)　（『17羽の白鳥』）
- A kitömött hattyú (1988)　（『剥製の白鳥』）
- Biztos kaland (1989)　（『安全な冒険』）
- Hrabal könyve (1990)　（『フラバルの本』）
- Az elefántcsonttoronyból (1991)　（『象牙の塔から』）
- A halacska csodálatos élete (1991)　（『小さな魚の不思議な一生』）
- Hahn-Hahn grófnő pillantása (1992)　（『ハーン＝ハーン伯爵夫人のまなざし』）
- Élet és irodalom (1993)
- Amit a csokornyakkendő-ről tudni kell... (1993)
- A vajszínű árnyalat (1993)
- Egy kékharisnya följegyzéseiből (1994)
- Búcsúszimfónia – A gabonakereskedő (1994)
- Egy nő (1995)
- Egy kék haris (1996)
- Irene Dische, Hans Magnus Enzensberger, Michael Sowa (1996)
- Harmonia caelestis (2000)
- Javított kiadás (2002)
- A szabadság nehéz mámora (2003)